# Kazuto Takezawa
Kazuto Takezawa (japanisch 武沢 一翔 Takezawa Kazuto; * 27. Oktober 1999 in der Präfektur Ibaraki) ist ein japanischer Fußballspieler.

## Karriere
Kazuto Takezawa erlernte das Fußballspielen in den Jugendmannschaften vom Ounan Fighters SC und den Kashima Antlers sowie in der Universitätsmannschaft der Gakugei-Universität Tokio. Seinen ersten Vertrag unterschrieb er am 1. Februar 2022 beim FC Ryūkyū. Der Verein, der in der Präfektur Okinawa beheimatet ist, spielt in der zweiten japanischen Liga. Sein Zweitligadebüt gab er am 20. Februar 2022 (1. Spieltag) im Auswärtsspiel gegen den FC Machida Zelvia. Hier stand er in der Startelf und stand die kompletten 90 Minuten auf dem Spielfeld. Das Spiel endete 0:0. Am Ende der Saison 2022 belegte Ryūkyū den vorletzten Tabellenplatz und musste in die dritte Liga absteigen.